# Чиконьяра, Леопольдо
Франческо Леопольдо Чиконьяра, граф (итал. Francesco Leopoldo Cicognara), 26 ноября 1767, Феррара — 5 марта 1834, Венеция) — итальянский политик, живописец, историк и теоретик искусства, историограф, библиофил и библиограф.

## Биография
Леопольдо родился в семье графа Филиппо Чиконьяра и графини Луиджи Гадди. Для завершения домашнего обучения мальчика направили в «Коллегию дворян» (Collegio dei Nobili) в Модене (Эмилия-Романья); там он увлёкся искусством рисунка под руководством художника Антонио Вестри из Пезаро, а также изучением физики, гуманитарных наук и литературы (1776—1785).
В Университете Модены он познакомился и поддерживал дружеские отношения с лучшими учёными: Ладзаро Спалланцани, Антонио Скарпа, Агостино Парадизи, Джованни Баттиста Вентури и Луиджи Черретти.
После окончания университета Леопольдо Чиконьяра уехал на несколько лет в Рим, посвятив себя живописи и изучению древностей, затем посетил Неаполь и Сицилию. В Палермо он опубликовал своё первое стихотворное произведение. Затем он отправился во Флоренцию, Милан, Болонью и Венецию, приобретая новые знания об истории этих и других городов.
В Риме в 1788—1790 годах Чиконьяра посещал «Общество Аркадии» (Societá dell’Arcadia), где изучал живопись у Якоба Филиппа Хаккерта и Доменико Корви. Чиконьяра познакомился с выдающимися людьми своего времени, среди которых были А. Буонафеде, Ф. Канчельери, Л. Серу д’Азенкур. Впоследствии он посещал «Академию дель Кампидольо» (на Площади Капитолия) и Академию Святого Луки. Вместе с другими сверстниками (В. Камуччини, Л. Сабателли и П. Бенвенути) основал частную школу рисования обнажённой натуры. В «Обществе Аркадии» Чиконьяра встречался с влиятельными членами семей Боргезе, Колонна, с графом Аннибале делла Дженга (будущим папой Львом XII) и другими.

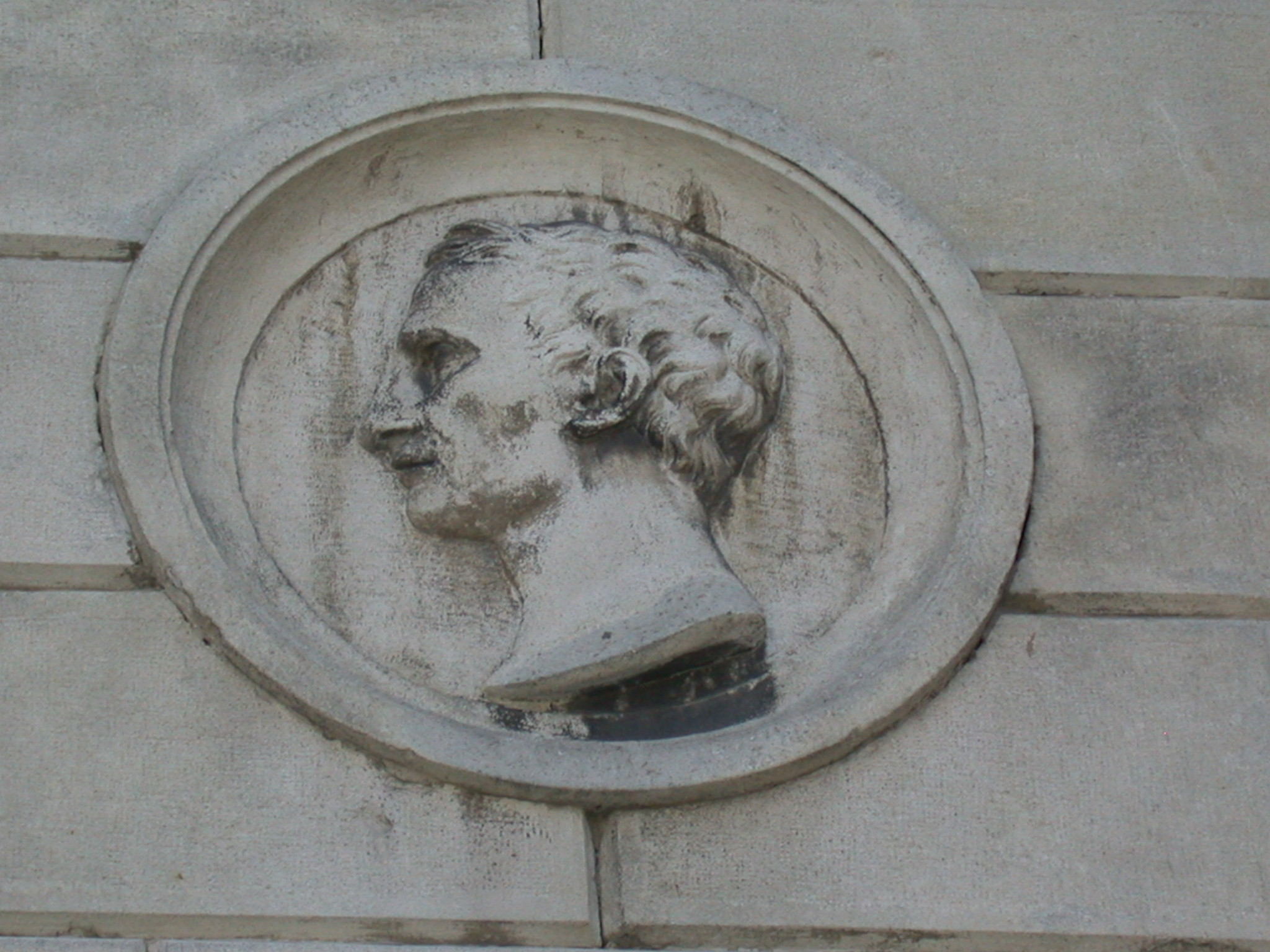
Портрет Леопольдо Чиконьяра на фасаде Палаццо Сан-Криспино в Ферраре

В 1795 году Чиконьяра поселился в Модене и в течение двенадцати лет занимался политикой, стал членом законодательного корпуса (corpo legislativo), государственным советником и полномочным министром Цизальпинской республики в Турине. Наполеон наградил Леопольдо Чиконьяру Орденом Железной короны, а в 1808 году Чиконьяра был назначен президентом Венецианской академии изящных искусств, которая под его руководством последовательно обновлялась: Чиконьяра видел в Академии не просто учебное заведение, а средство распространения культуры на благо всех людей. Проведённая им работа имела важные последствия для увеличения числа профессоров, улучшении учебных курсов, учреждении наград и создании картинной галереи.
В 1808 году Леопольдо Чиконьяра опубликовал трактат «Из рассуждений о красоте» (Del bello ragionamenti) с посвящением Наполеону Бонапарту. Впоследствии Чиконьяра опубликовал «Историю скульптуры от Рисорджименто в Италии до времени Наполеона» (La Storia della scultura dal suo risorgimento in Italia al secolo di Napoleone), в составлении которой его консультантами были Пьетро Джордани и Вильгельм Шлегель. Книга по замыслу автора должна была продолжить работы Винкельмана и Д’Азенкура. Она содержала 180 иллюстраций.
Леопольдо Чиконьяра превозносил достоинства и мировое значение классического итальянского искусства; в своей книге он делил историю живописи и скульптуры на пять стадий (зарождение, рост, совершенство, упадок, нынешнее состояние), обосновывал тесную связь развития художественного творчества с климатическими и экологическими характеристиками различных народов. Поэма «Изящные искусства» (Le belle arti), посвященная Марии Каролине, королеве Неаполя, представляет собой произведение, определяемое самим автором как «дидактическое и философское». В поэме рассматривается тема подражания природе и достижения «прекрасного идеала».
После пребывания в Турине с дипломатической миссией Чиконьяра предпринял европейское путешествие, однако его пребывание в Париже было запрещено приказом Директории. Он отправился в Бельгию и Голландию, а в конце апреля 1799 года вернулся в Милан, откуда переехал в Геную. Из осаждённой Генуи он тайно уехал и в сентябре прибыл в Париж. Здесь он снова встретился с Наполеоном и, по-видимому, договорился с ним о мерах, благоприятных для итальянских изгнанников во Франции. Во время поездки в Лозанне он познакомился с Неккером и его дочерью Мадам де Сталь. В Ферраре в 1801 году был избран депутатом Лионского консультативного комитета (Comizi di Lione). Он выступал против избрания Наполеона на пост президента Цизальпинской республики.
В 1814 году, после падения Наполеона, публикации Чиконьяры финансировал король Франциск I Австрийский. Между 1815 и 1820 годами Леопольдо написал трактат «Самые известные строения Венеции», содержащие около 150 таблиц. Книгу историк посвятил императрице Каролине Августе Венской (Omaggio delle provincie venete alla Maestà di Carolina Augusta imperatrice d’Austria, Venezia: dalla tipografia di Alvisopoli, 1818).
Другие известные произведения Леопольдо Чиконьяры: «Жизнеописания самых выдающихся живописцев и скульпторов Феррары» (Vite de' più insigni pittori e scultori Ferraresi, 1811), «Воспоминания об истории гравирования на меди» (Memorie spettanti alla storia della calcografia, 1831) и большое количество статей по живописи, скульптуре, гравюре и другим родственным темам.
В 2017 году к 250-летию со дня рождения феррарского политика и историка культуры Венецианской академией изящных искусств был организован Симпозиум, на котором выступали многие выдающиеся учёные, подчеркнувшие актуальность научных работ Леопольдо Чиконьяры.

## «Библиотека Чиконьяра»
За свою карьеру Чиконьяра собрал около пяти тысяч томов изданий по истории искусства и археологии. В 1821 году он опубликовал в Пизе каталог своей коллекции, результат тридцатилетнего труда: «Каталог книг по искусству и древностям» (Catalogo ragionato de’ libri d’arte e di antichità). В 1824 году его библиотека целиком была приобретена папой Львом XII и включена в качестве «Fondo Cicognara» в Апостольскую библиотеку Ватикана. В 1987—2007 годах «Библиотека Чиконьяра» была заново каталогизирована и оцифрована по совместной программе Ватикана и Иллинойсского университета (США): «The Digital Cicognara Library».